# Augustin Z.N. Pop
Augustin Z.N. Pop (30 august 1910, București - 1 aprilie 1988, București) a fost un istoric literar.

## Biografie
Este fiul familiei Zamfir și Floare Pop (născută Marinescu). Tatăl lui era de profesie preot.

## Studii
Studiază la București unde în 1931 absolvă cu succes Facultatea de Litere și Filosofie. Profesează până în 1953 în sistemul preuniversitar, iar din 1955 devine angajat pentru 4 ani cercetător principal la Biblioteca Academiei Române. Continuă cariera universitară, ajungând profesor și îndeplinind, la Institutul Pedagogic din Pitești, funcția de decan al Facultății de Filologie (1966-1968) și ulterior pe aceea de rector (1968-1971). Își susține în 1968 teza de doctorat la Universitatea din Cluj, iar în 1970 primește și titlul de doctor docent.

## Viața de istoric literar
Debutează în 1929 la revista „Sepia". Colaborează de-a lungul anilor la „Convorbiri literare", „Viața românească", „Luceafărul", „România literară", „Biserica Ortodoxă Română", „Tomis", „Transilvania", „Ramuri" etc. S-a semnat în articole și lucrările de specialitatea cu A. Pop, Augustin Pop, Aug. Pop, Olga Profir, Antioh Profir, Elsa Brețeanu.

## Opera
- Neamul mitropolitului cărturar Varlaam al Moldovei, București, 1938;
- Contribuții eminesciene, I-II, București, 1938-1940;
- Biografia mitropolitului cărturar Varlaam al Moldovei, București, 1940;
- Glosări la opera mitropolitului Dosoftei, Cernăuți, 1943;
- G.T. Kirileanu, București, 1956;
- Catalogul corespondenței lui Mihail Kogălniceanu, București, 1960;
- Contribuții documentare la biografia lui Mihai Eminescu, București, 1962;
- Contribuții la biografia lui Bălcescu, București, 1963;
- Din istoria culturii argeșene, Pitești, 1965;
- Mărturii. Eminescu - Veronica Micle, București, 1967;
- Liviu Rebreanu, București, 1967;
- Noi contribuții documentare la biografia lui Mihai Eminescu, București, 1969;
- Scriitorii argeșeni și copiii, Pitești, 1970;
- Întregiri la biografia lui I. Eliade Rădulescu, București, 1972;
- Ovid Densusianu. Fișier, Deva, 1973;
- Pe urmele lui Mihai Eminescu..., București, 1978;
- Pe urmele lui Mihail Kogălniceanu..., București, 1979;
- Pe urmele Veronicăi Micle..., București, 1981;
- Întregiri documentare la biografia lui Eminescu, București, 1983;
- Mărturia documentelor de la vechile tiparnițe românești la Nicolae Labiș, București, 1985;
- Caleidoscop eminescian, București, 1987.

## Ediții
- Mihail Kogălniceanu, Scrisori. Note de călătorie, București, 1967 (în colaborare cu Dan Simonescu);
- Veronica Micle, Poezii, prefața editorului, București, 1969;
- Corespondență, prefața editorului, Cluj Napoca, 1979;
- Ion Popescu-Piscu, Viața mea, aceasta, prefața editorului, București, 1979.
- Veronica Micle Corespondenta, editie, prefata, note de Augustin Z. N. Pop 1979